# Ischyrocerus parvus
Ischyrocerus parvus is een vlokreeftensoort uit de familie van de Ischyroceridae. De wetenschappelijke naam van de soort is voor het eerst geldig gepubliceerd in 1913 door Stout.